# Lan Minghao
Lan Minghao (28 agosto 1996) è uno schermidore cinese, specializzato nella spada.

## Palmarès
- Universiadi

Chengdu 2023: argento nella spada a squadre.
- Campionati asiatici

Hong Kong 2017: argento nella spada a squadre.
Bangkok 2018: oro nella spada a squadre.